# Кабальеро, Густаво (футболист)
Густа́во Рубе́н Кабалье́ро Гонса́лес (исп. Gustavo Rubén Caballero González; род. 21 сентября 2001, Сан-Лоренсо, Сентраль) — парагвайский футболист, нападающий клуба «Насьональ».

## Клубная карьера
Кабальеро — воспитанник клуба «Депортиво Капиата». 12 июля 2019 года в матче против «Спортиво Лукеньо» он дебютировал в парагвайской Примере. В 2022 году Кабальеро подписал контракт с «Спортиво Амелиано». 6 марта в матче против «Либертада» он дебютировал за новую команду. 21 марта в поединке против «Олимпии» Густаво забил свой первый гол за «Спортиво Амелиано». Летом того же года Кабальеро перешёл в столичный «Насьональ». 21 июля в матче против «Ресистенсии» он дебютировал за новый клуб. 25 июля в поединке против 12 октября Густаво забил свой первый гол за «Насьональ». В 2023 году игрок на правах аренды выступал за «Спортиво Амелиано». В 2024 году Кабальеро вернулся в «Насьональ». 